# Nitroskrob
Nitroskrob ili H eksploziv, poznat i kao Skrobni nitrat je uobičajeno ime sekundarnog eksploziva  sličnog nitrocelulozi. Slično kao i skrob, sastoji se od dve komponente, nitrovane amiloze i nitrovanog amilopektina. Nitrirani amilopektin generalno ima veću rastvorljivost od amiloze; međutim, manje je stabilan od nitrovane amiloze. 
Nitroskrob je destruktivno eksplozivno jedinjenje koje gori pod dejstvom plamena, ali eksplodira pod dejstvom udarnog talasa, to je sekundarni eksploziv sličan nitrocelulozi, proizveden nitracijom skroba mešavinom sumporne kiseline i azotne kiseline ("sulfonitrična" smeša).
Rastvorljivost, brzina detonacije i osetljivost na udar u velikoj meri zavise od nivoa nitriranja. 
Zbog sličnosti između skroba i celuloze, uključena hemijska reakcija prati istu osnovnu jednačinu za proizvodnju nitroceluloze:
2 HNO3 + C6H10O5 → C6H8(NO2)2O5 + 2 H2O

## Istorija
Nitroskrob je 1883. godine prvi otkrio francuski hemičar i farmaceut Anri Brakono. 
To je rezultat nitriranja skroba rastvorom koncentrovane sumporne kiseline i koncentrovane azotne kiseline.
Često je korišćen u Prvom svetskom ratu kao punilo u ručnim bombama. 

## Proizvodnja
U Sjedinjenim Državama je proizvodnja nitroskroba počela oko 1900. godine, ali je tek razvoj metoda za stabilizaciju materijala 1903. omogućio njegovu širu upotrebu. Eksplozivi na bazi nitroskroba bili su u velikoj meri korišćeni tokom izgradnje Panamskog kanala.  Tokom Prvog svetskog rata, SAD su, osećajući nedostatak aromatičnih nitro jedinjenja, razvile masovnu proizvodnju nitroskrobova: prosečna mesečna proizvodnja u periodu od juna 1917. do novembra 1918. iznosila je 2.250 t (4.960.000 lb) i bila je nešto manja od proizvodnje TNT-a (2.450 t (5.400.000 lb) mesečno). Ovaj materijal je korišćen za proizvodnju ručnih bombi (1,75 miliona komada mesečno) i rovovskih granata (160.000 komada mesečno).  Još uvek se koristi za civilne aplikacije u SAD. 
Nitroskob se dobija mešavinom skrobnih nitrata (skrob estri i azotna kiselina) sa promenljivim brojem vezanih −ONO2 grupa (u zavisnosti od stepena esterifikacije). Koristi se kao zamena za eksploziv.
Dobija se esterifikacijom skroba sa azotnom kiselinom ili smešom za nitriranje; intermedijer se ispere hladnom vodom i osuši na 35—40 °C (95—104 °F; 308—313 K). Proizvod je bledo žuti prah. Njegova tačka paljenja je 183 °C (361 °F; 456 K). Svojstva nitroskroba su slična nitrocelulozi, ali je teži za proizvodnju, manje stabilan i higroskopniji, pa nije našao široku primenu van SAD.  U zavisnosti od stepena esterifikacije, nitroskrob se potpuno rastvara u smeši etanola i etra (8,0-12,8% azota), u etanolu (10,0-11,5% azota) i u acetonu (iznad 6,4% azota). Pri ostalim sadržajima azota, nitroskrob se delimično rastvara. 

## Sinteza
Nitroskrob se dobija rastvaranjem skroba u crvenoj dimećoj azotnoj kiselini. Zatim se istaloži dodavanjem rastvora u koncentrovanu sumpornu kiselinu. 
{\displaystyle {\ce {C6H12O6 + 4NHO3 <=> 4C6H6N4O13 + 4H2O}}}
Nitroskrob se može stabilizovati refluksovanjem u etanolu da bi se uklonila preostala azotna kiselina. 

## Karakteristike
Nitroskrob ima nešto nižu snagu udarnog talasa od TNT-a, ali moćniji od TATP-a.
Njegov izgled dolazi od belog do žućkastog praha (malo sličnog RDX-u), ali se može plastificirati kao C-4.
Mora biti aktiviran primarnim eksplozivom.
Osnovne karakteristike eksplozije za nitroskrobove sa sadržajem azota (N) od 11,02%:
- Brzina detonacije: 3.020 m/s (9.910 ft/s), 13,43% N - 6.190 m/s (20.310 ft/s);
- Trauzl olovni blok test: odnosno 11,02% N - 260 cm³ 13,43% N - 460 cm³. Što je veći stepen esterifikacije, veća je podložnost udaru, na primer, visina na kojoj se 2 kg (4,4 lb) težine spušta na uzorak izaziva eksploziju, za materijal 13,43% N do 300 mm i iznad 1.000 mm za 11,02% N. [8]
- Zbog negativnog balansa kiseonika (za nitroskrobove sa 12,2% sadržaja azota iznosi -35%). [6] Koristi se u mešavini sa oksidacionim agensima kao što su amonijum nitrat ili natrijum nitrat. [6]

## Eksplozivna svojstva
Eksplozivna svojstva variraju u zavisnosti od stepena esterifikacije. Visoko esterifikovani nitroskrob pokazuje eksplozivna svojstva uporediva sa TNT-om ili pikrinskom kiselinom; jedinjenje ispod 9% azota praktično nema karakteristike eksploziva. Za nitroskrob sa sadržajem azota (N) od 11,02%, brzina detonacije je 3.020 m/s (9.910 ft/s), za 13,43% N – 6.190 m/s (20.310 ft/s); bubrenje u olovnom bloku, odnosno 11,02% N – 260 cm³ i 13,43% N – 460 cm³. Sa povećanjem stepena esterifikacije povećava se i osetljivost na udar, npr. visina sa koje pada teg od 2 kg (4,4 lb) na uzorak, to izaziva detonaciju za materijal od 300 mm sa 13,43% N, a preko 1.000 mm za materijal sa 11,02% N. 
Zbog negativnog balansa kiseonika (za nitroskob sa sadržajem azota od 12,2% iznosi -35% ) koristi se u smešama sa oksidantima, kao što su amonijum ili natrijum nitrat.